# La Ronde, Charente-Maritime
La Ronde là một xã ở tỉnh Charente-Maritime thuộc vùng Nouvelle-Aquitaine tây nam nước Pháp.

## Dân số
| Năm  | Dân số | Density |
| ---- | ------ | ------- |
| 1962 | 725    | -       |
| 1968 | 787    | -       |
| 1975 | 718    | -       |
| 1982 | 679    | -       |
| 1990 | 703    | -       |
| 1999 | 744    | -       |
| 2005 | 832    | 40/km²  |

- Xã của tỉnh Charente-Maritime